# 85 Пегаса
85 Пегаса (лат. 85 Pegasi) — кратная система, состоящая из трёх звёзд, которая находится в созвездии Пегаса на расстоянии около 40,5 световых лет от Солнца.

## Характеристики
Согласно Роберту Бёрнгему, двойственную природу звезды отметил впервые в 1878 году Шерберн Уэсли Бёрнгем, присвоив ей в своём каталоге наименование BU 733.
В 1949 году у компоненты 85 Пегаса B был обнаружен тусклый компаньон 85 Пегаса Bb или 85 Пегаса C. Таким образом, система 85 Пегаса состоит трёх карликов главной последовательности; компонента A разделена расстоянием в 10,3 а. е. от пары B—C. Они обращаются вокруг общего центра масс по эллиптической орбите (e=0,38), совершая полный оборот за 26,28 лет.

### 85 Пегаса A
Главная компонента по своим характеристикам напоминает Солнце, лишь немного уступая ему в размерах. Это типичный жёлтый карлик с массой и диаметром 88% и 91% солнечных соответственно. Возраст звезды оценивается в 9,3 миллиарда лет. Несмотря на то, что спектральный анализ предполагал наличие компаньона у компоненты A, наблюдения показали, что это не так.

### 85 Пегаса B
Вторая компонента представляет собой оранжевый карлик с массой и диаметром 55% и 67% солнечных соответственно. Это очень тусклая звезда, её светимость не превышает 0,005 солнечной. У данной компоненты есть маломассивный компаньон, предположительно, холодный тусклый красный карлик.

### 85 Пегаса C
Третья компонента в системе 85 Пегаса имеет всего лишь около 11% солнечной массы. Расстояние, разделяющее компоненты 85 Пегаса B и 85 Пегаса C приблизительно равно 2 а. е.

## Ближайшее окружение звезды
Следующие звёздные системы находятся на расстоянии в пределах 20 световых лет от системы 85 Пегаса:
| Звезда      | Спектральный класс | Расстояние, св. лет |
| G 130-3     | M V                | 4,1                 |
| BD+28 4704  | K0 Ve              | 4,4                 |
| LP 292-67   | M6 V               | 4,7                 |
| G 129-47    | K-M V              | 5,7                 |
| Вольф 1056  | M4 V               | 5,8                 |
| LTT 10045   | M V                | 7,3                 |
| HIP 3937    | ?                  | 7,8                 |
| 54 Рыб      | G4-5 V             | 8,1                 |
| AC+32 86401 | DA /VII            | 8,5                 |
| G 69-47     | M V                | 9,6                 |
| LTT 10301   | M V / M V          | 9,7                 |
| L 1295-9    | M4 V               | 9,7                 |
| L 1154-29   | M3.5 V             | 10,0                |
| 51 Пегаса   | G4-5 V             | 16                  |
| ι Рыб       | F7 V               | 17                  |
| ι Пегаса    | F5 V / ?           | 18                  |
| υ Андромеды | F7-8 V             | 18                  |
| HR 483      | G1,5 V / M V       | 18                  |